# Zaza Nadiradze
Zaza Nadiradze (en georgiano: ზაზა ნადირაძე, Mtsjeta, 2 de septiembre de 1993) es un deportista georgiano que compite en piragüismo en la modalidad de aguas tranquilas.
Ganó tres medallas en el Campeonato Mundial de Piragüismo entre los años 2017 y 2024, y tres medallas en el Campeonato Europeo de Piragüismo entre los años 2017 y 2024.
En los Juegos Europeos de Cracovia 2023 consiguió una medalla de plata en la prueba de C1 200 m.

## Palmarés internacional
| Campeonato Mundial | Campeonato Mundial       | Campeonato Mundial | Campeonato Mundial |
| Año                | Lugar                    | Medalla            | Competición        |
| ------------------ | ------------------------ | ------------------ | ------------------ |
| 2017               | Račice (República Checa) | Medalla de plata   | C1 200 m           |
| 2019               | Szeged (Hungría)         | Medalla de bronce  | C1 200 m           |
| 2024               | Samarcanda (Uzbekistán)  | Medalla de bronce  | C1 200 m           |
| Juegos Europeos    |                          |                    |                    |
| Año                | Lugar                    | Medalla            | Competición        |
| 2023               | Cracovia (Polonia)       | Medalla de plata   | C1 200 m           |
| Campeonato Europeo |                          |                    |                    |
| Año                | Lugar                    | Medalla            | Competición        |
| 2017               | Plovdiv (Bulgaria)       | Medalla de bronce  | C1 200 m           |
| 2018               | Belgrado (Serbia)        | Medalla de oro     | C1 200 m           |
| 2024               | Szeged (Hungría)         | Medalla de bronce  | C1 200 m           |